# SECOR 6
SECOR 6 (ang. SEquential COllation of Range) – amerykański wojskowy satelita naukowy służący do badań związanych z nawigacją satelitarną i geodezją. Stanowił część programu SECOR. Zadaniem należącego do US Army satelity miało być określanie dokładnych współrzędnych geograficznych trudno dostępnych rejonów Ziemi, głównie wysp w rejonie Pacyfiku. Wraz z satelitą ERS 16, stanowił ładunek dodatkowy misji MIDAS 10. W wyniku awarii satelita nie osiągnął planowanej orbity. Satelita znany był także jako EGRS 6 (Electronic & Geodetic Ranging Satellite).

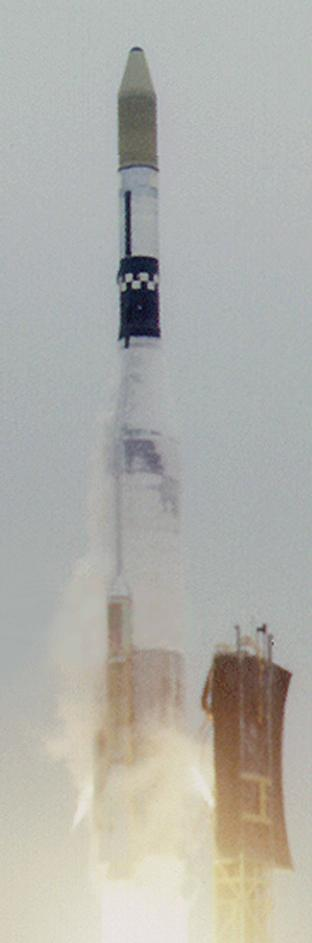
Start rakiety Atlas Agena D, gdzie ładunkiem dodatkowym był satelita SECOR 6.

## Budowa i działanie
Celem programu SECOR było opracowanie technologii służących do dokładnego określania współrzędnych geograficznych trudno dostępnych obszarów. Metoda określania współrzędnych geograficznych polegała na współpracy z satelitą 4 naziemnych, mobilnych punktów kontrolnych, z których wysyłano do satelity sygnały radiowe, a następnie po przetworzeniu ponownie je odbierano. Dokładne współrzędne 3 punktów musiały być znane, aby określić nieznane współrzędne 4 punktu. Podczas przelotu satelity nad nadajnikami, który miał trwać ok. 12 minut, można było wykonać ok. 48 tysięcy pomiarów odległości.
Satelita miał kształt sześcianu, na którego bokach zamontowano służące do wytwarzania energii elektrycznej ogniwa słoneczne. Wnętrze satelity zawierało, poza bateriami do magazynowania energii elektrycznej, także nadajniki radiowe .
Doświadczenia zdobyte przy budowie i działaniu satelitów programu SECOR przyczyniły się do opracowania satelitów nawigacyjnych GPS .

## Misja
Misja rozpoczęła się 9 czerwca 1966 roku, kiedy rakieta Atlas Agena D wyniosła z kosmodromu Vandenberg na niską orbitę okołoziemską trzy satelity, wśród których był SECOR 6. Po znalezieniu się na orbicie SECOR 6 otrzymał oznaczenie COSPAR 1966-051B. Nie doszło do drugiego odpalenia silnika członu Agena, w związku z tym satelita zamiast wejść na orbitę kołową, pozostał na tymczasowej wydłużonej eliptycznej orbicie parkingowej. Następnie człon Agena podczas prób stabilizacji, wykorzystał cały zapas paliwa rakietowego. Z powodu przebywania na niewłaściwej orbicie i braku możliwości stabilizacji nie wykonano żadnych testów systemów nawigacyjnych .
Satelita spłonął w atmosferze 6 lipca 1967 roku .